# Геник Костянтин
Костянтин Степанович Геник  (псевдо: «Крук»), 1920, с. Нижній Березів, нині Косівський район, Івано-Франківська область — 1 грудня 1950, урочище «Петричила» між селами Шешорами і Прокуравою, Косівський район Станіславської області) — військовий діяч, заступник окружного референта СБ ОУН Коломийщини.

## Життєпис
Костянтин Геник народився у 1920 році в селі Нижній Березів Печеніжинського повіту на Станиславівщині (нині Косівський район Івано-Франківської області).
Навчався в школі в Нижньому Березові, де провчився сім класів. За більшовиків закінчив вечірню школу, а за німецької окупації навчався в м. Станиславів (нині Івано-Франківськ). Там його німці заарештували за приналежність до ОУН і під охороною доставили до Нижнього Березова, щоб показав, де закопана зброя. Але Круку вдалося втекти, він ударив одного охоронця лопатою і стрибнув у річку, переплив її і втік у ліс.
Костянтин Геник був районним провідником юнацької сітки. Згодом став боївкарем СБ і пішов у старшинську школу на вишкіл. Пізніше обійняв посаду заступника окружного референта СБ Коломийщини. Разом з ним в лавах повстанців воював його рідний брат Геник Іван, який загинув на самому початку визвольних змагань.
(Дослідник П.Содоль вважав його командиром сотні «Гуцули» в курені «Бескид», однак більш сучасні дослідники довели, що це був інший командир на псевдо «Крук» - Іван Федорак.
Загинув Крук із кількома бойовими друзями («Карпо», «Пструг», «Голуб») 1 грудня 1950 року в урочищі «Петричила», що знаходиться між селами Шешорами і Прокуравою. Знаходились в криївці, коли їх обступили енкаведисти, яких привів зрадник. Повстанці відбивалися понад 10 годин, після чого застрілилися, залишивши для цього останні набої.